# Michal Švec
Michal Švec (Praag, 19 maart 1987) is een Tsjechische voetballer die als middenvelder speelt. De Tsjech is een rechtsbenige allrounder die zowel in de defensie als op het middenveld uit de voeten kan.

## Carrière

### Slavia Praag
Švec speelde 59 duels voor Slavia Praag. Nadat hij al een aantal seizoenen in de jeugd van deze club heeft gespeeld, debuteerde hij op 16-jarige leeftijd in het seizoen 2003/04 in de hoofdmacht van Slavia Praag. In vijf jaar tijd scoorde hij twee keer. Ook deed Švec daar veel internationale ervaring op in de UEFA Champions League. Zo speelde hij onder meer tegen Arsenal, Sevilla, Ajax en Steaua Boekarest.

### sc Heerenveen
Heerenveen volgde de, toen nog, jeugd-international al een paar seizoenen. Ze hebben hem meerdere malen aan het werk gezien en hebben hem in 2008 vooral gehaald vanwege zijn brede inzetbaarheid. In januari 2008 werd Švec door sc Heerenveen overgenomen. Michal Švec debuteerde voor Heerenveen op 14 maart 2008 in de met 0-1 gewonnen uitwedstrijd tegen FC Groningen, hij verving in deze wedstrijd Gerald Sibon. In het eerste seizoen moest de Tsjech zich vooral aanpassen, maar het seizoen daarna speelde hij bijna iedere wedstrijd. In het seizoen 2009/10 speelde hij slechts 18 wedstrijden mede door blessures

### Győri ETO FC
In juni 2012 tekende hij bij Slovan Bratislava uit Slowakije. Die overeenkomst ketste echter toch af en vervolgde zijn loopbaan in Hongarije bij Győri ETO FC. In januari 2015 keerde hij terug bij Slavia Praag.

## Spelersstatistieken
| Seizoen | Club          | Competitie     | Wedstrijden | Doelpunten |
| ------- | ------------- | -------------- | ----------- | ---------- |
| 2003/04 | Slavia Praag  | Gambrinus liga | 7           | 0          |
| 2004/05 | Slavia Praag  | Gambrinus liga | 22          | 0          |
| 2005/06 | Slavia Praag  | Gambrinus liga | 10          | 5          |
| 2006/07 | Slavia Praag  | Gambrinus liga | 21          | 2          |
| 2007/08 | Slavia Praag  | Gambrinus liga | 8           | 0          |
| 2007/08 | sc Heerenveen | Eredivisie     | 5           | 0          |
| 2008/09 | sc Heerenveen | Eredivisie     | 28          | 1          |
| 2009/10 | sc Heerenveen | Eredivisie     | 18          | 0          |
| 2010/11 | sc Heerenveen | Eredivisie     | 20          | 0          |
| 2011/12 | sc Heerenveen | Eredivisie     | 9           | 0          |
| Totaal  | Totaal        | Totaal         | 148         | 3          |

## Erelijst
sc Heerenveen
- KNVB beker

2009
- ING Fair Play-prijs Eredivisie

2011